# Saitis speciosus
Saitis speciosus är en spindelart som först beskrevs av Pickard-Cambridge O. 1874.  Saitis speciosus ingår i släktet Saitis och familjen hoppspindlar. Inga underarter finns listade i Catalogue of Life.